# Gallneukirchen
Gallneukirchen è un comune austriaco di 6 309 abitanti nel distretto di Urfahr-Umgebung, in Alta Austria; ha lo status di città (Stadtgemeinde).